# Sillano
Sillano település Olaszországban, Toszkána régióban, Lucca megyében.  Sillano Collagna, Fivizzano, Giuncugnano, Ligonchio, Piazza al Serchio, San Romano in Garfagnana, Villa Collemandina és Villa Minozzo községekkel határos.

## Népesség
A település lakossága az elmúlt években az alábbi módon változott:
 2015-ben egyesült Giuncugnanóval, létrehozva Sillano Giuncugnanót.